# Nakazato Kaizan

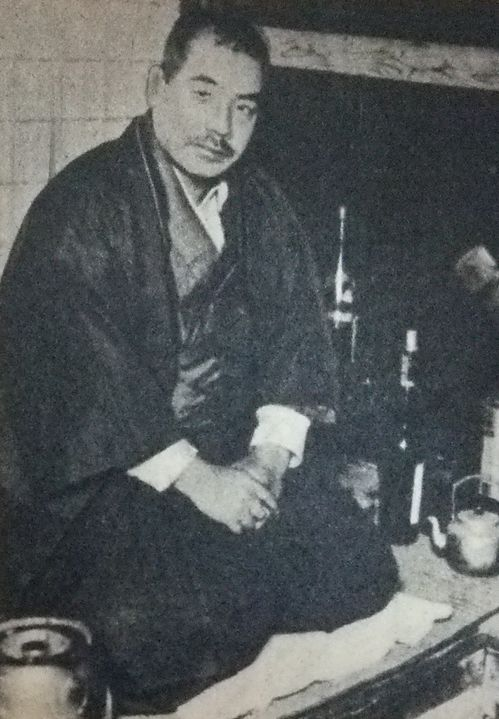
Nakazato Kaizan

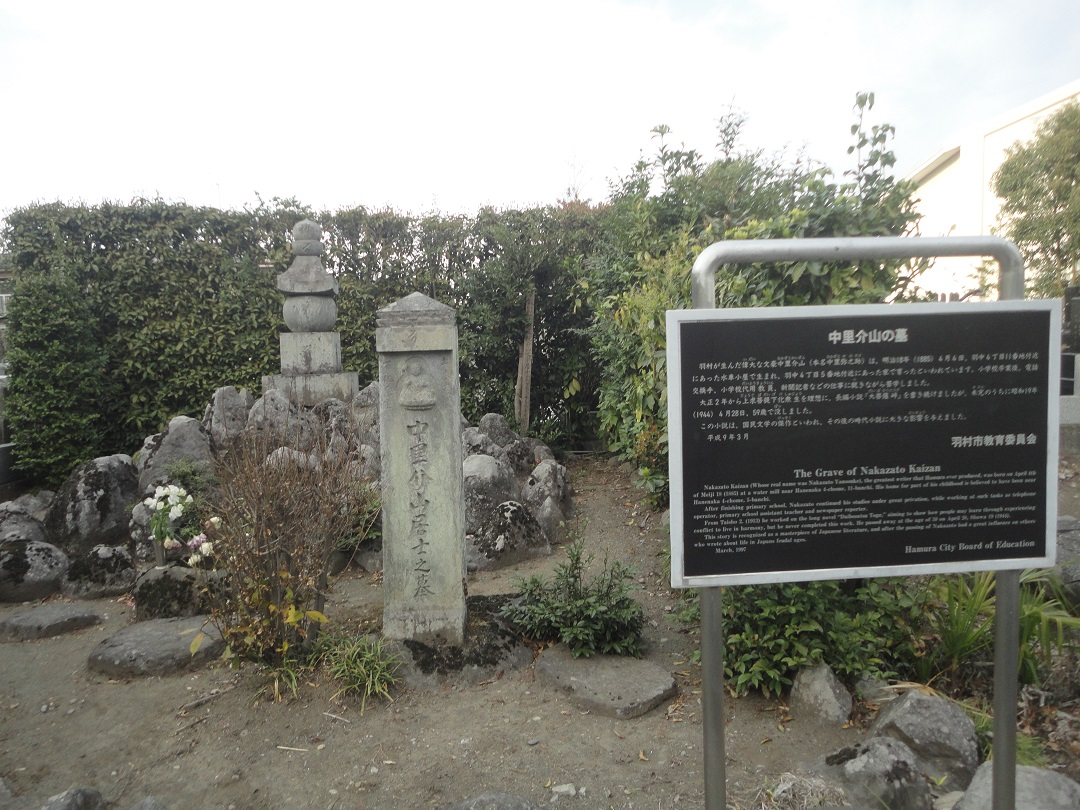
Nakazatos Grab

Nakazato Kaizan (japanisch 中里介山 eigentlich Nakazato Yanosuke (中里 弥之助); geboren 4. April 1885 in Hamura (羽村), Landkreis Nishitama (西多摩郡) (Präfektur Kanagawa); gestorben 28. April 1944 in Hayama) war ein japanischer Schriftsteller.

## Leben und Wirken
Nakazato Kaizan wuchs in Armut auf und wurde von der „Bewegung für Freiheit und Rechte“ (自由民権運動, Jiyū minken undō)  und von Ideen des christlich-orientierten Uchimura Kanzō angezogen. Er befasste sich auch mit dem Buddhismus und wurde bekannt als engagierter Pazifist. Er wurde Mitarbeiter der Zeitung „Miyako Shimbun“ (都新聞) und entschloss sich, Schriftsteller zu werden.
Die Veröffentlichung des Beginns seiner Fortsetzungsgeschichte – vielleicht sein Meisterwerk und wohl das erfolgreichste Buch in der Kategorie „Volkstümliche Erzählungen“ – nämlich „Daibosatsu tōge“ (大菩薩 峠), erschien 1913 in der Miyako Shimbun, aber erst mit der Erscheinung einer weiteren Folge 1925 in der „Tōkyō Shimbun“ und anderen Zeitungen gewann die Geschichte nationale Anerkennung. Die Serie ging bis zu der Veröffentlichung der 32. Folge im Jahr 1941, wurde aber nicht abgeschlossen.
Daibosatsu tōge, zu Deutsch „Der Große Boddhisatva Bergpass“, spielt vor dem Hintergrund der Vorkommnisse in der politisch-unruhigen Zeit der 1850er und 1860er Jahre, was schließlich zur Meiji-Restauration 1868 führte. In seinem figurenreich angelegten Werk ragt eine Person hervor, der Schwertmeister Tsukue Ryūnosuke (机 竜之助). Er war der erste Charakter in einem volkstümlichen Roman, der als faszinierende Einzelperson auftaucht.
Der Erzählung fehlt eine klare Linie, sie ist vielmehr eine Serie von Episoden, die jeweils Lebensläufe behandeln, verbunden mit Leid, Tod und der menschlichen Blindheit die Wahrheit betreffend. Gleichzeitig setzt sich Nakazato mit Vorfällen der Zeit, zum Beispiel mit den Bauernaufständen auseinander und gibt damit den Erzählungen auch eine historische Tiefe. Ein Grund für die große Popularität des Daibosatsu tōge während der 20er Jahre könnte seine Zeitlosigkeit gewesen sein: Leser, die unter den wirtschaftlichen Schwierigkeiten nach dem 1. Weltkrieg und den Zerstörungen des Kantō-Erdbeben 1923 litten, konnten sich mit dem nihilistischen Helden identifizieren. Illustrationen wurden von Ishii Tsuruzō erstellt. 1965 wurde die Geschichte von Kihachi Okamoto verfilmt. Deutscher Titel ist The Sword of Doom.
1920 hatte sich Nakazato von der Mitarbeit an der Miyako-Zeitung zurückgezogen. Er ließ sich in seiner Heimatstadt Hamura nieder und gründete eine Schule, die auf landwirtschaftlichen Prinzipien basierte. Er reiste durch ganz Japan, Korea, China und die USA. Während des Pazifikkriegs gab er, anders als viele seiner Kollegen, seine pazifistischen Ansichten nicht auf und weigerte sich, mit seinem schriftstellerischen Talent etwas Positives zum Krieg beizutragen.
Von 1970 bis 1972 erschienen Nakazatos „Gesammelte Werke“ (中里介山全集, Nalazato Kaizan zenshū) in 20 Bänden.